# 東京二十三区清掃一部事務組合
東京二十三区清掃一部事務組合（とうきょうにじゅうさんくせいそういちぶじむくみあい）は、東京都に存在する一部事務組合の一つである。東京23区内において、ごみ処理施設（清掃工場）及びし尿処理施設の整備・管理運営を23区共同で実施するために、地方自治法第284条第2項の規定に基づき2000年4月1日に設立された。
職員は地方公務員であり、職員数は1,153名。

## 概要
組合の事務所は東京都千代田区飯田橋三丁目5番1号、東京区政会館14階に設置されている。
組合の議会は、区議会議長23名によって構成され、区議会議長が交代した場合は当然に組合議員も交代する。なお区議会議長が欠けた場合は当該区議会の副議長が組合議員を代行する。一部事務組合は特別地方公共団体であり、地方自治法第287条に基づいて組合の規約が設けられ、当該規約において議会の設置に関する規定を設けなければならない。
東京二十三区清掃一部事務組合の長は「管理者」と呼ばれ、東京都特別区である23区の区長の互選により務める。2023年1月1日現在、江東区長が管理者を務めている。また、管理者を補佐する「副管理者」2名が設けられており、うち1名は常勤職員であることから、実質的に首長の事務を行っている。もう1名の副管理者は、23区の区長のうちから選任される。管理者・副管理者とも任期は2年である。
東京二十三区清掃一部事務組合の業務にかかる費用の財源は、東京都特別区である23区から「分担金」として拠出されるほか、ごみ受け入れ手数料などの手数料収入により賄われている。なお、2008年度予算における特別区からの分担金収入は約441億円、手数料収入は約166億円である。
なお、東京都特別区内で発生するごみの収集事業、例えばごみ収集車の運用などは同組合の業務ではなく個々の特別区が担っている。すなわち、収集事業に従事する清掃作業員の身分は一部事務組合の職員ではない。

## 東京都特別区清掃事業の歴史
少なくとも1926年には東京市に保健局清掃課が存在して清掃事業を行っていたことが確認されており、また1937年（昭和12年）12月には保健局清掃課が清掃部として単独部局に格上げされている。
戦後は、1947年（昭和22年）の地方自治法施行以来、知事部局の一つである東京都清掃局が東京都特別区内の清掃事業を担っていた。1954年（昭和29年）7月1日施行の清掃法は第6条で、市町村ではその市町村が、特別区では都が、汚物の収集と処分を行わなければならないと定めていた。当時の東京都特別区は最高裁で「憲法上の地方公共団体にはあたらない」と判例が出るなど独立性が担保されていなかったこともあり、東京都が主導する形で清掃事業に関する行政が行われていた。ただし知事部局時代の清掃事業も決して安泰なものではなく、1970年代の「東京ゴミ戦争」に代表されるように、各特別区の間で軋轢が見られたのも事実である。
1998年に都区制度改革の一環として、清掃事業を東京都から特別区に移管することが東京都より提案された。ゴミ収集事業は各特別区が個別に行った上で、処理事業のうち可燃ごみについては一定期間の経過措置の後に各特別区が個別に行い、不燃ごみは特別区が共同処理するというものである。これは、可燃ごみの処理事業が組合で共同処理されている点を除けば、2008年現在運用されている清掃事業とおおむね一致するものである。この決定に基づき、2000年3月31日をもって東京都清掃局は廃止され、翌2000年4月1日に東京二十三区清掃一部事務組合が設置された。
なお、清掃事業のうちリサイクル事業は2000年以前から特別区が担っており、見方によってはその他の清掃事業をリサイクル事業に統合したと解釈することもでき、事業移管に関する同組合からのプレスリリースにも同様の趣旨の表現が見られる。
上記提案に基づき、組合事務のうち「可燃ごみ清掃工場の管理運営業務」については、2006年3月を目処に個々の特別区に移管することが検討されていたが、2024年現在もなお、同業務は引き続き同組合が共同処理を担っている。2003年11月の区長会で協議され、当分の間は共同処理を継続することが確認された。

## 組織
- 総務部
  - 総務課、企画室、職員課、財政課、契約管財課、事業調整課
- 清掃事業国際協力室
  - 清掃事業国際協力課
- 施設管理部
  - 管理課、技術課、施設課
- 建設部
  - 計画推進課、建設課
- 会計室
- 監査事務局
- 議会事務局
- 清掃技術訓練センター

## 清掃工場
同組合は以下の21の清掃工場を管理している。
- 中央清掃工場 - 中央区晴海
- 港清掃工場 - 港区港南
- 北清掃工場 - 北区志茂（建て替え工事中）
- 品川清掃工場 - 品川区八潮
- 目黒清掃工場 - 目黒区三田
- 大田清掃工場 - 大田区京浜島
  - 京浜島不燃ごみ処理センター
- 多摩川清掃工場 - 大田区下丸子
- 世田谷清掃工場 - 世田谷区大蔵
- 千歳清掃工場 - 世田谷区八幡山
- 渋谷清掃工場 - 渋谷区東
- 杉並清掃工場 - 杉並区高井戸東
- 豊島清掃工場 - 豊島区上池袋
- 板橋清掃工場 - 板橋区高島平
- 練馬清掃工場 - 練馬区谷原
- 光が丘清掃工場 - 練馬区光が丘
- 墨田清掃工場 - 墨田区東墨田
- 新江東清掃工場 - 江東区夢の島
- 有明清掃工場 - 江東区有明
- 中防不燃ごみ処理センター - 江東区海の森
- 足立清掃工場 - 足立区西保木間
- 葛飾清掃工場 - 葛飾区水元
- 江戸川清掃工場 - 江戸川区江戸川（建て替え工事中）

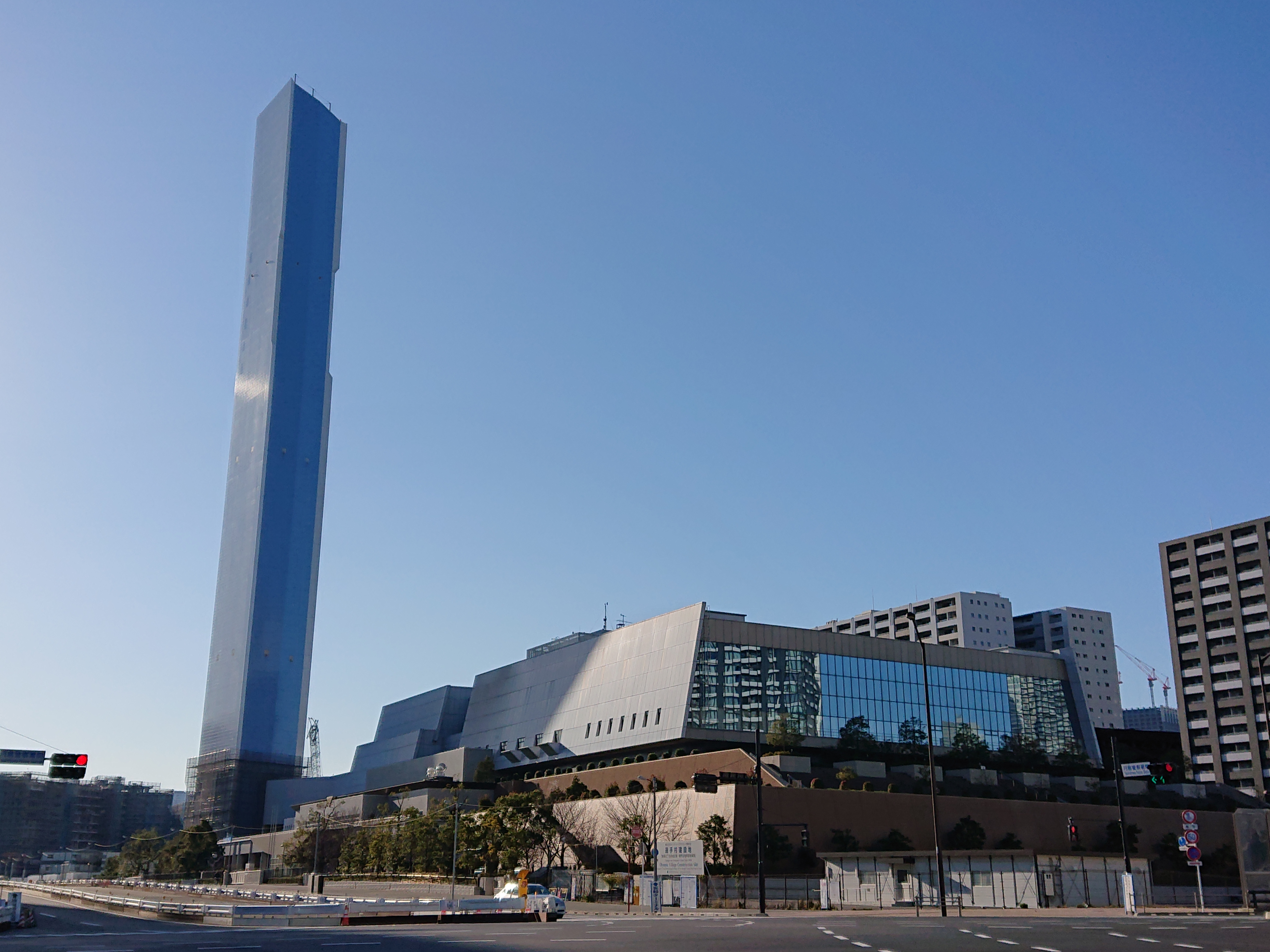
中央清掃工場
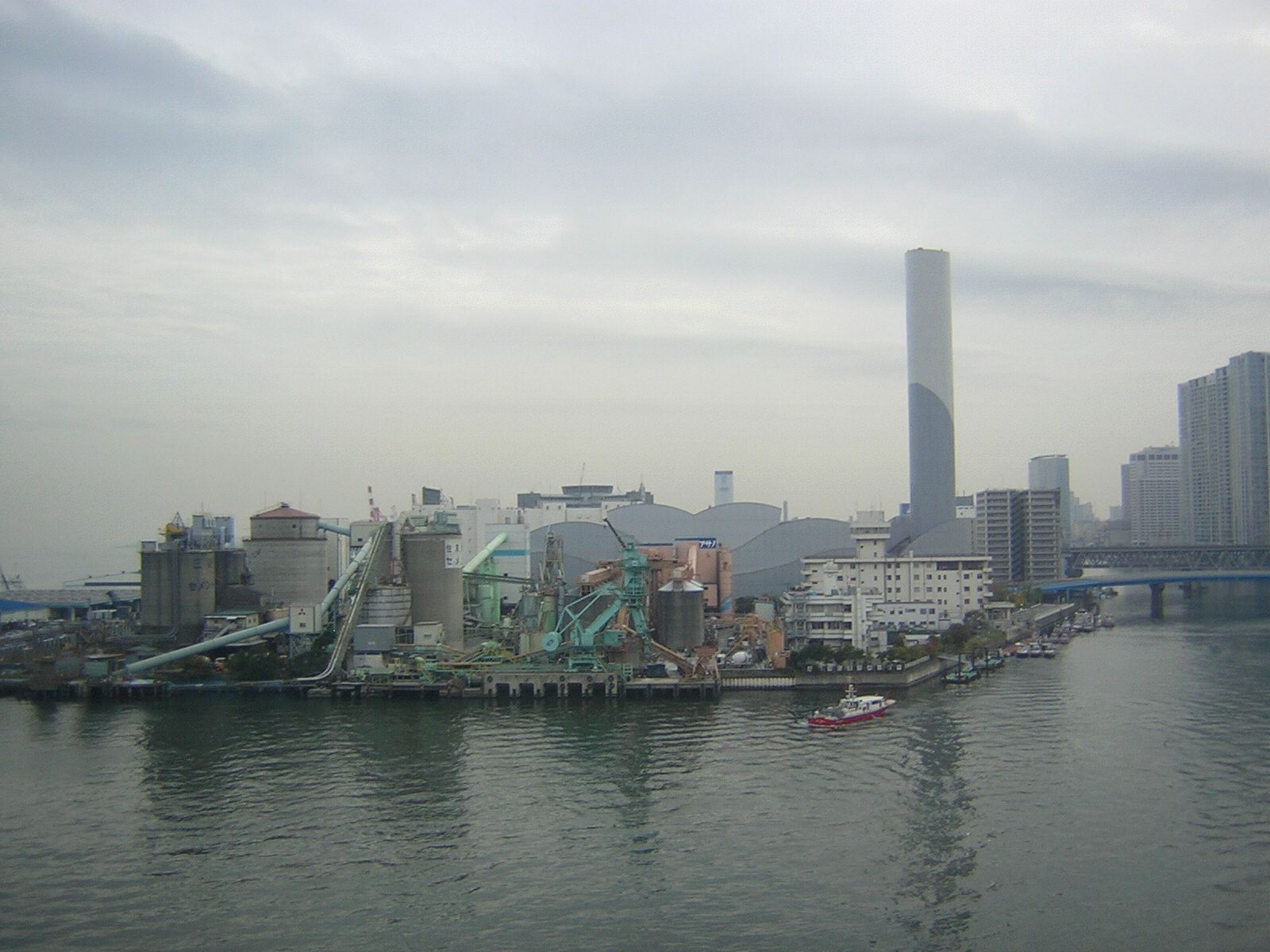
港清掃工場
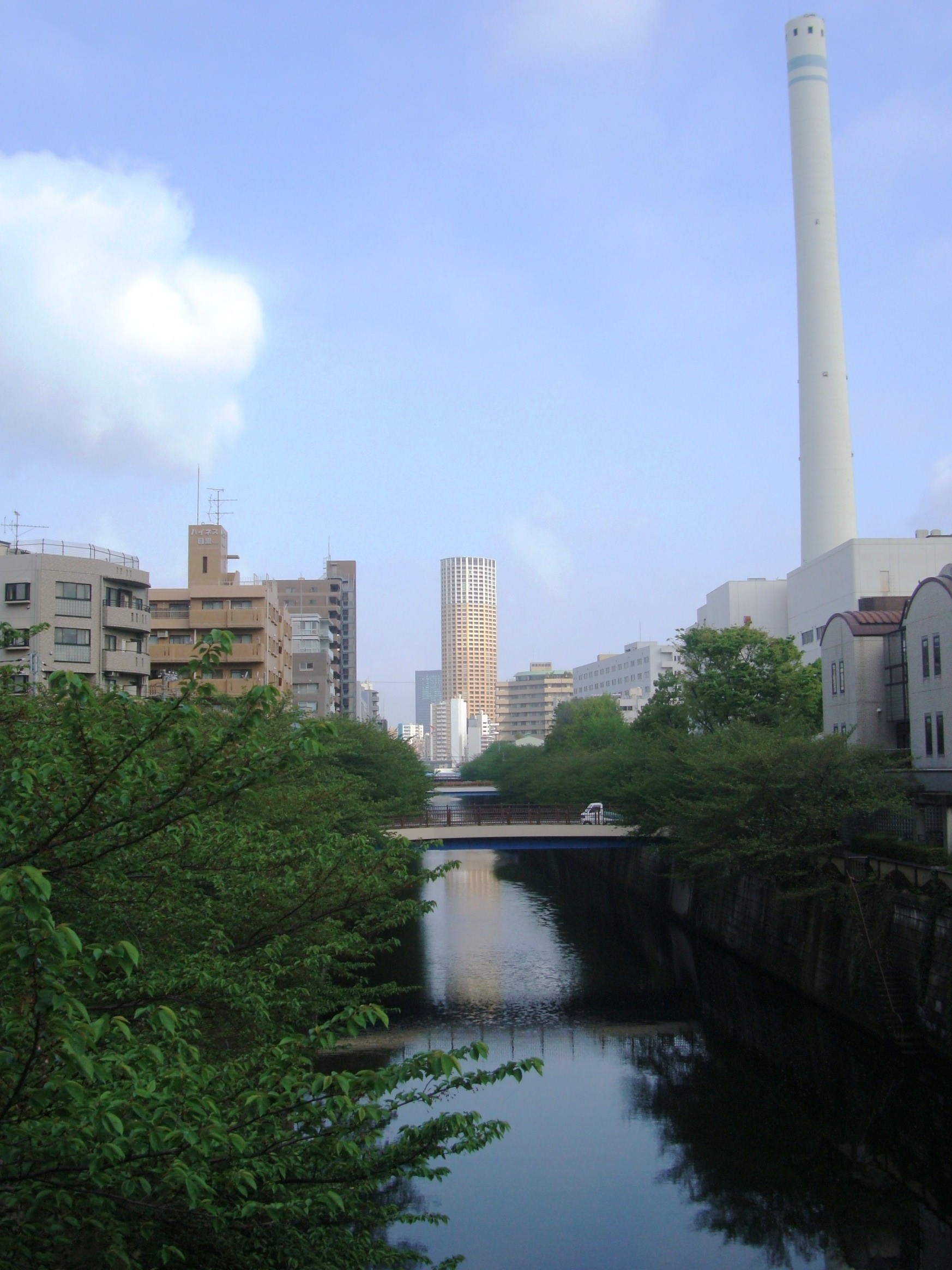
目黒清掃工場
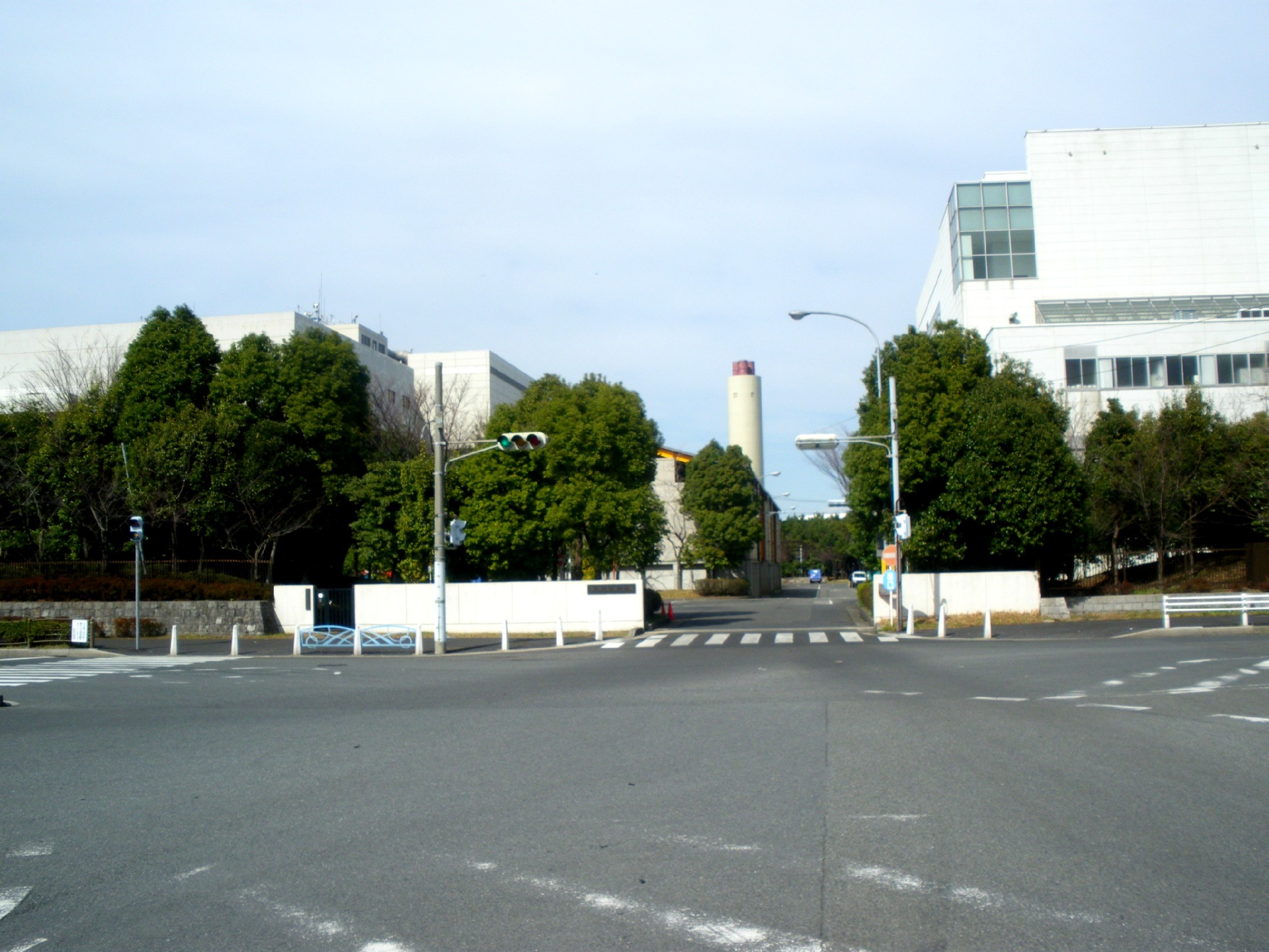
大田清掃工場
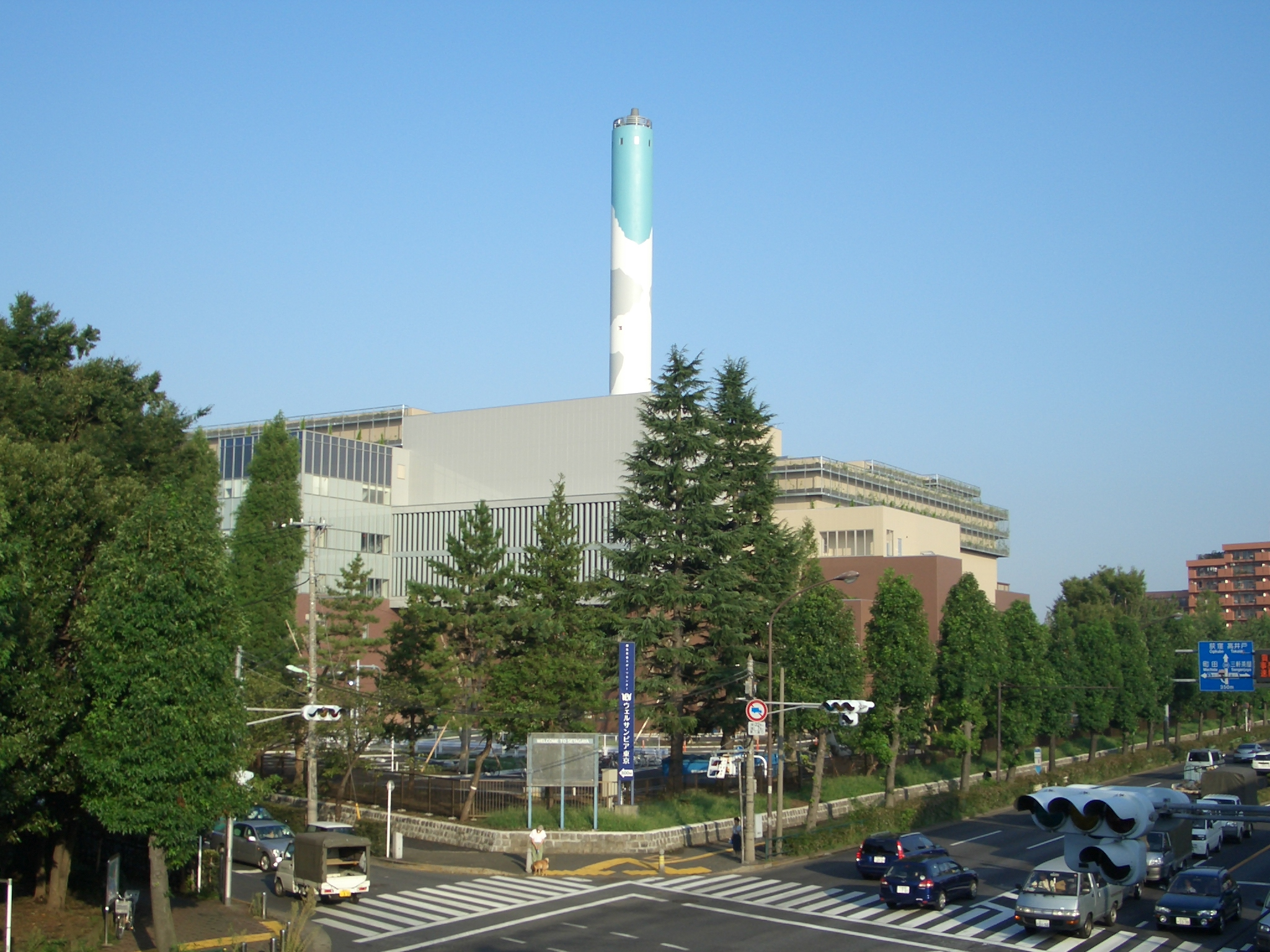
世田谷清掃工場
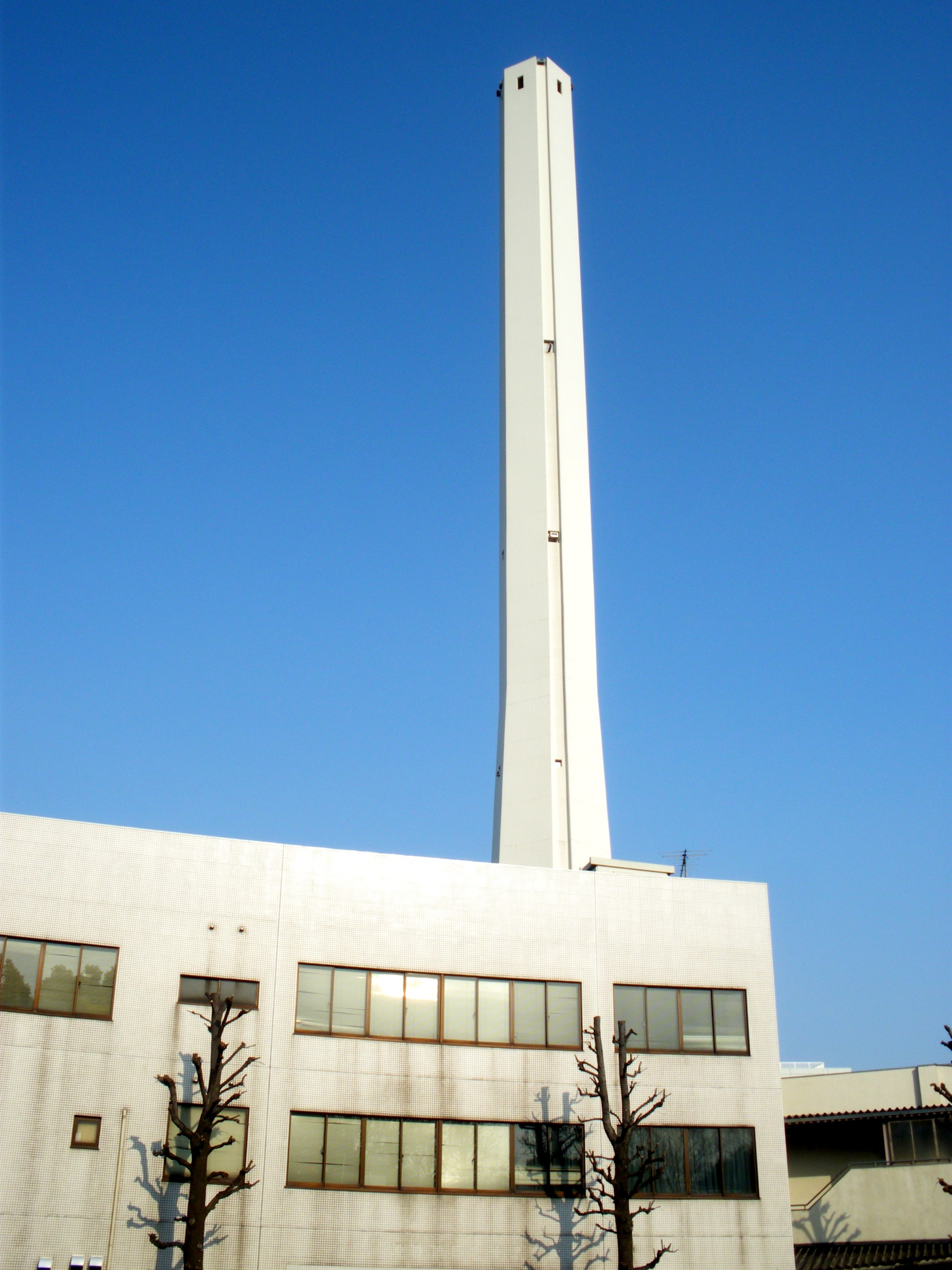
千歳清掃工場
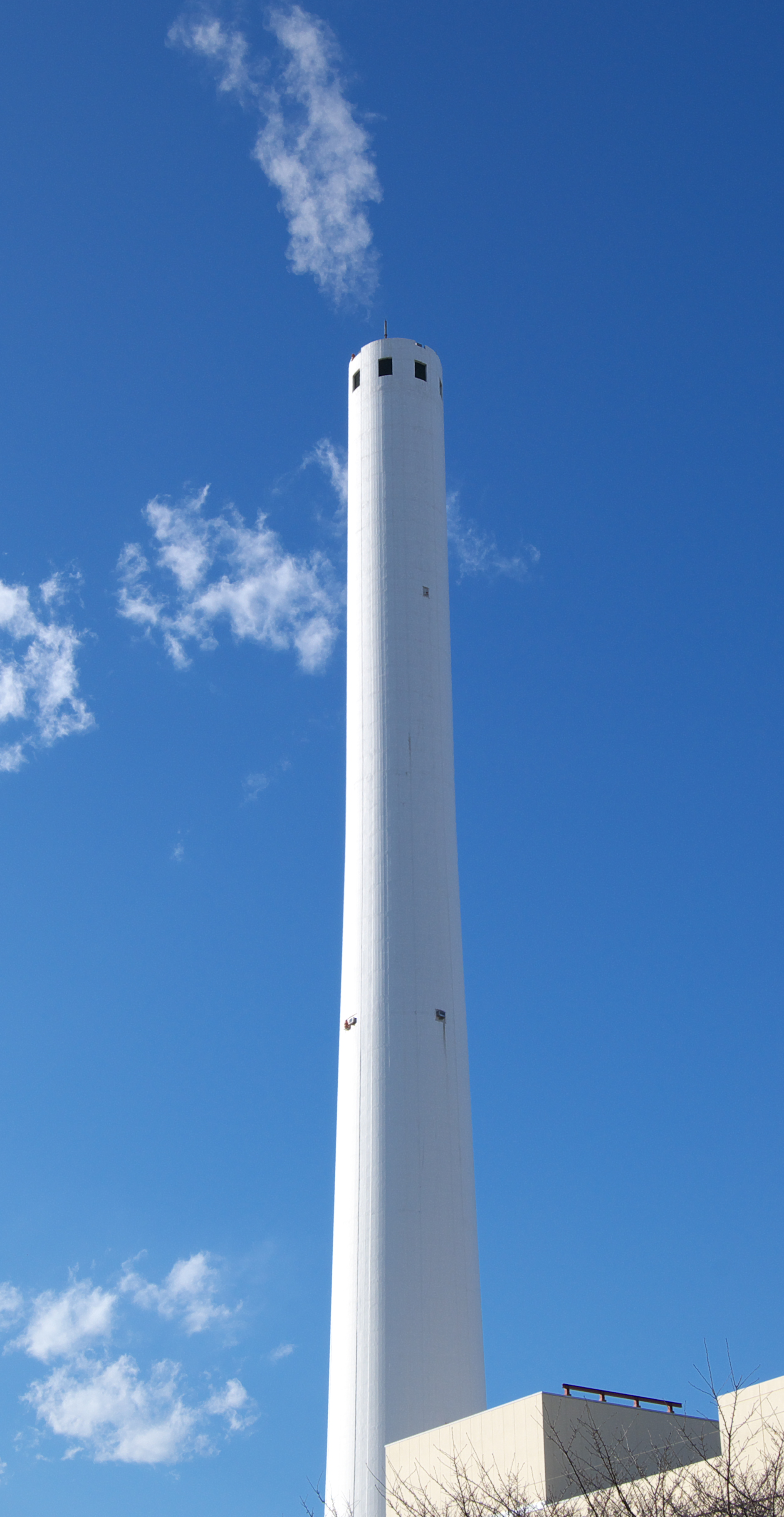
杉並清掃工場
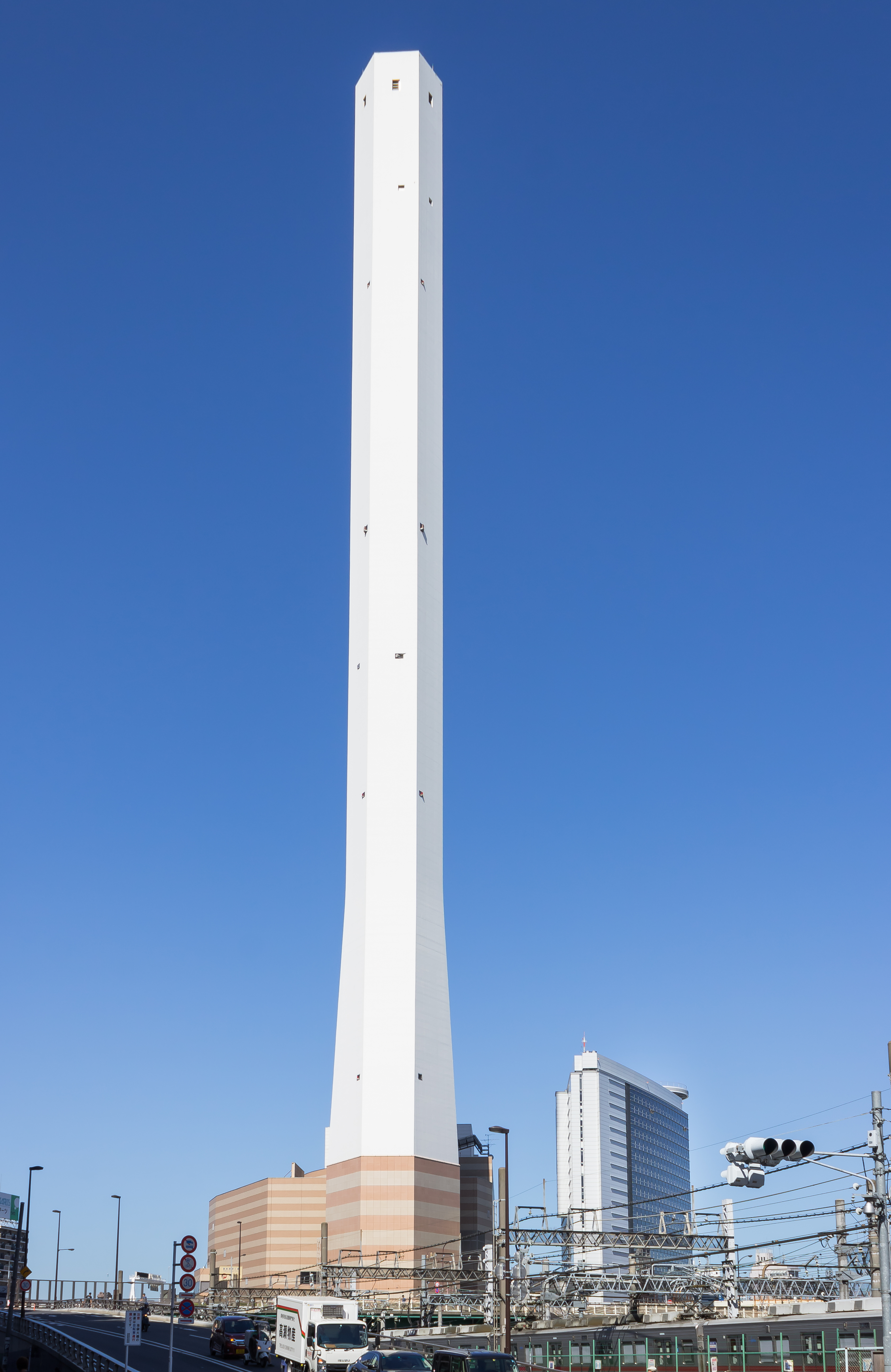
豊島清掃工場
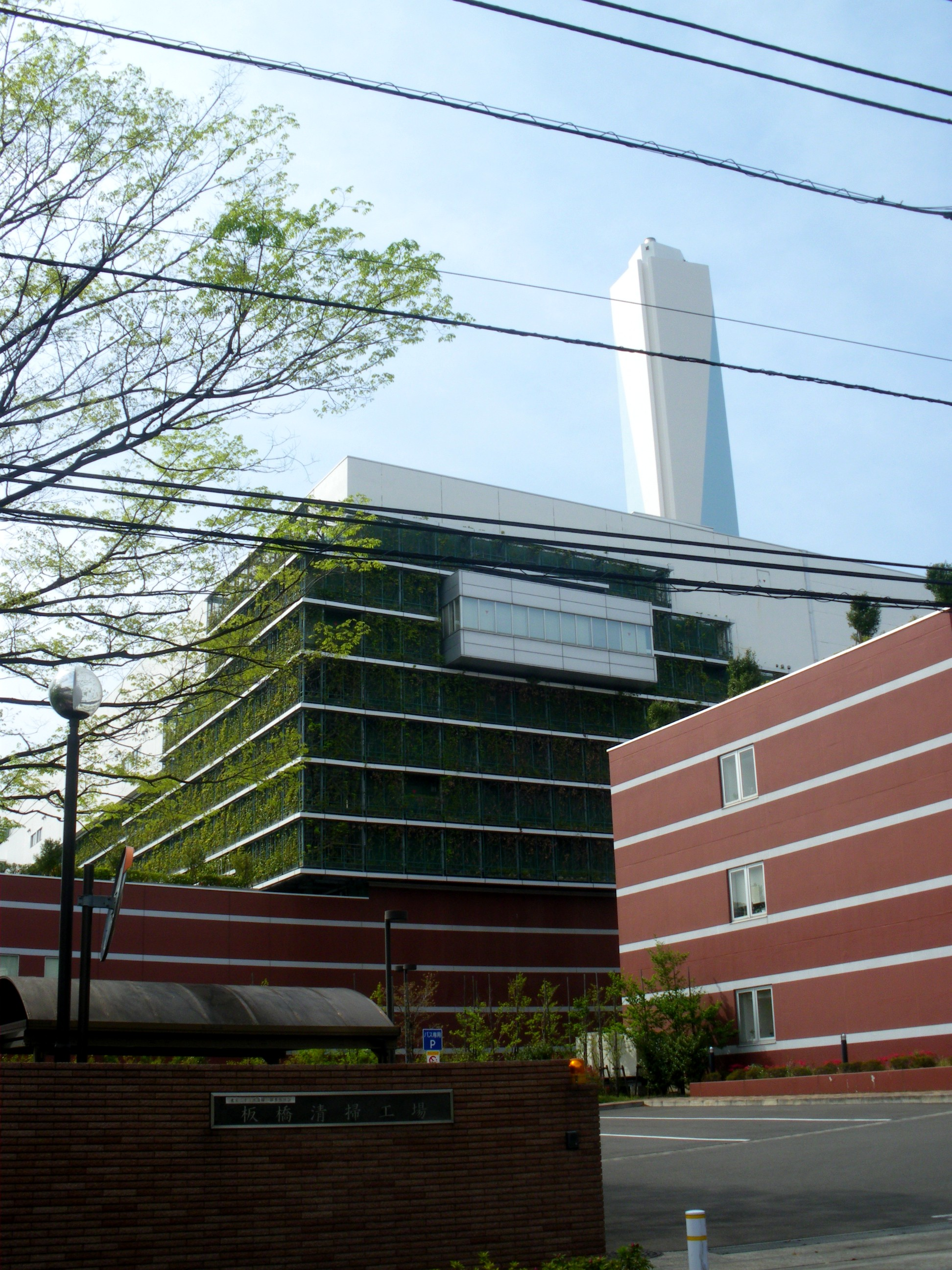
板橋清掃工場
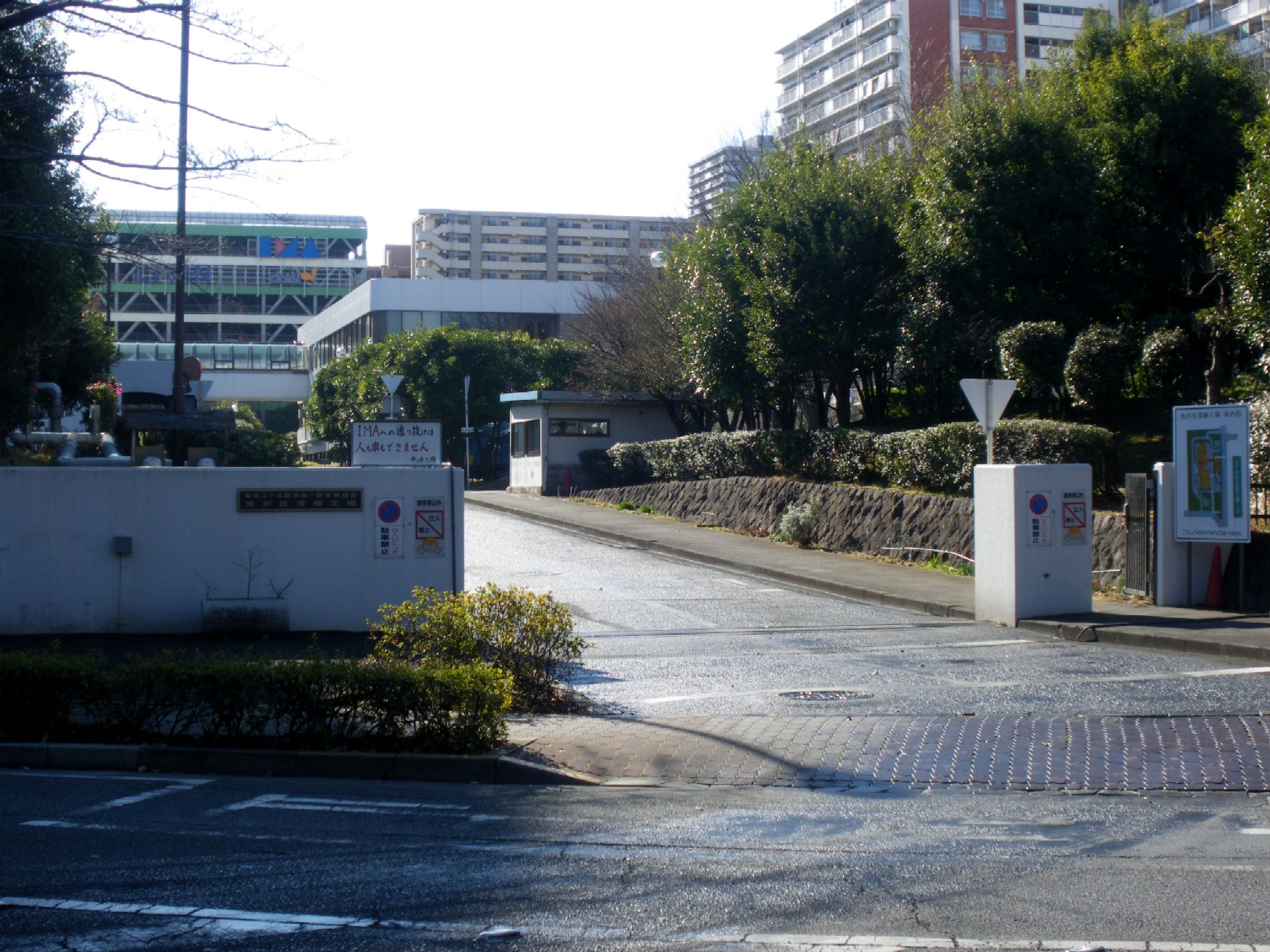
練馬清掃工場光が丘分工場
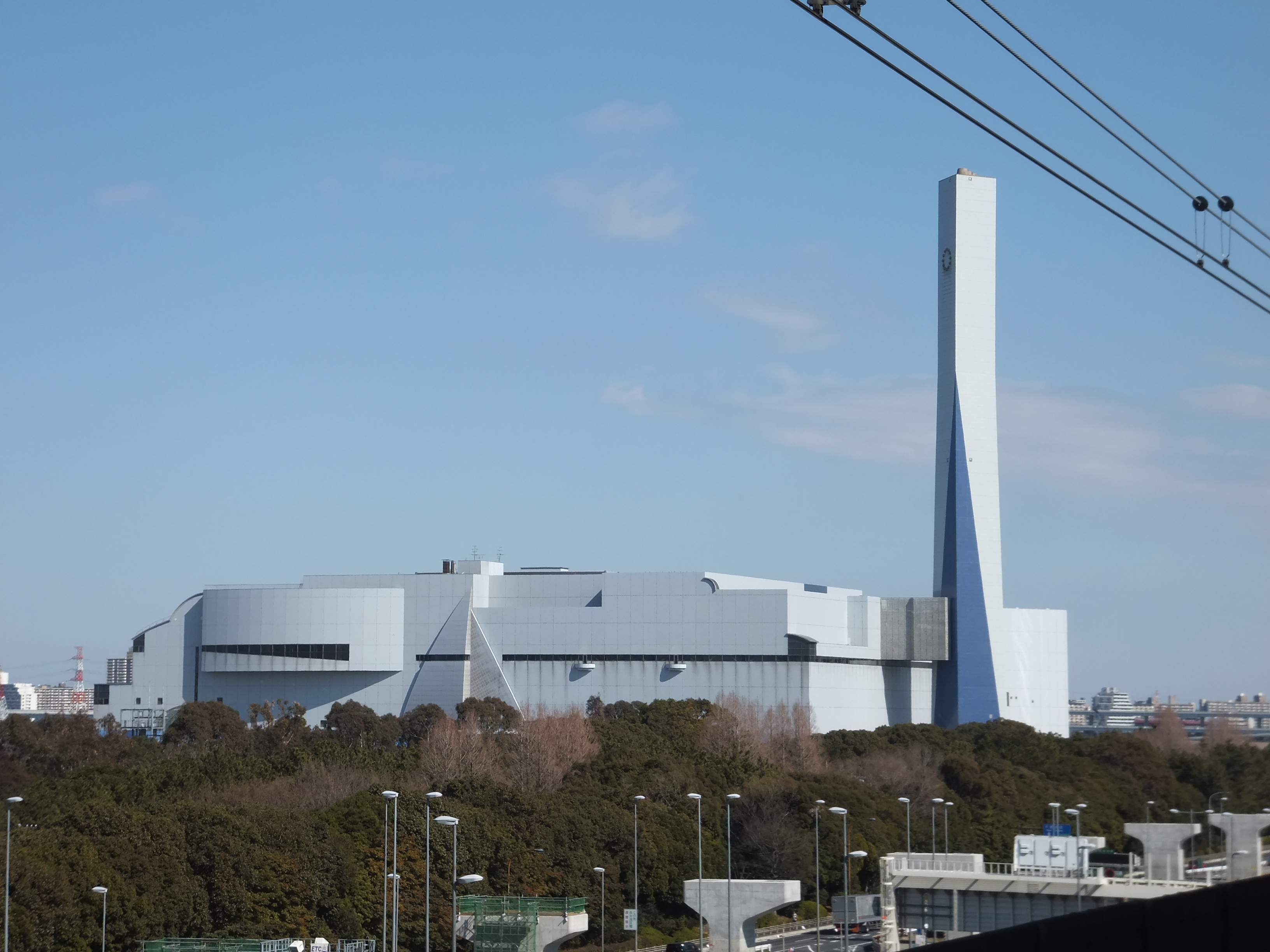
新江東清掃工場
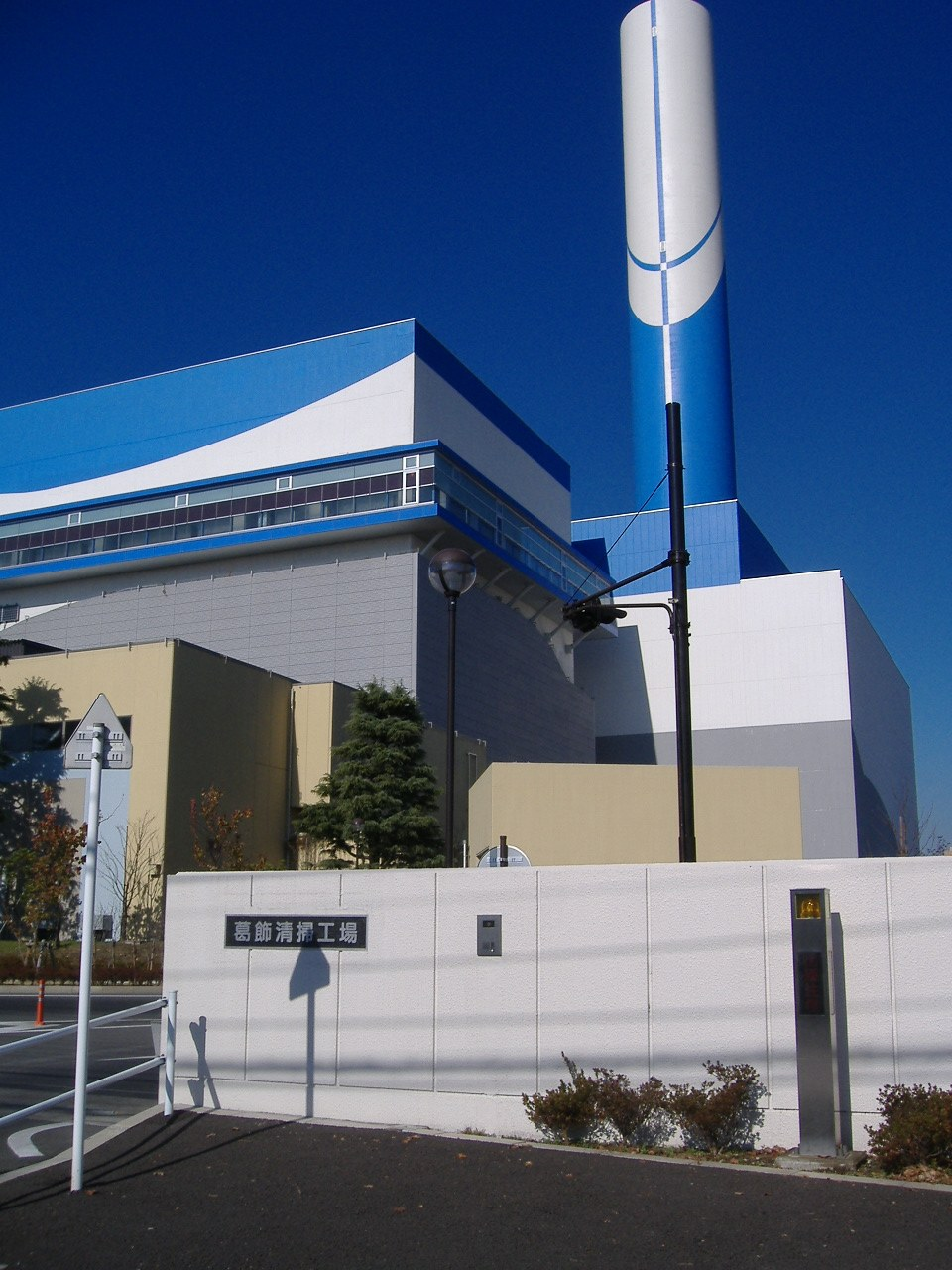
葛飾清掃工場